# Френсіс Фергюссон
Френсіс Фергюссон (1904—1986) — американський літературний критик і викладач, теоретик драми та міфології.

## Біографія
Народився в Нью-Мексико. Закінчив Школу етичної культури в Нью-Йорку, де подружився з майбутнім фізиком Робертом Оппенгеймером. Пізніше вони разом навчалися в Гарвардському університеті. Потім він отримав стипендію Родса і недовго навчався в Оксфордському університеті, після чого поїхав до Франції. Повернувшись до Нью-Йорка, відвідував уроки акторської майстерності в польського режисера Річарда Болеславського і писав драматичну критику для «Herald Tribune». На початку 1930-х років він заснував драматичний факультет тоді ще нового Беннінгтон-коледжу на південному заході Вермонту. Після майже десяти років у Беннінгтоні він перейшов викладати в Університет Індіани, а потім у Ратґерський університет, де викладав порівняльну літературу. Одним з його учнів був поет Роберт Пінскі.

## Роботи
Написав вступне есе до перекладу «Поетики» Аристотеля, зробленого Батчером у 1961 році, та книгу «Драма розуму Данте: сучасне прочитання Чистилища», яка включає його переклади багатьох уривків.
Про книгу Фергюссона «Ідея театру» критик Аллен Тейт писав: «Ідея театру — це твір, який за обсягом і глибиною можна порівняти з „Мімесисом“ Еріка Ауербаха. Немає інших робіт американських критиків, про які це можна було б сказати».